# Best Friends and Hospital Beds
Best Friends and Hospital Beds è un singolo della band gallese Funeral for a Friend, pubblicato il 10 ottobre 2012 come prima canzone tratta dall'album del 2013 Conduit. L'idea originale della musica è stata del chitarrista Gavin Burrough. La scelta di questa canzone come primo singolo per l'album è stata suggerita dal management della band, d'accordo con i membri del gruppo stesso, perché ritenuta una delle migliori tracce del disco.

## Critica
È stato sottolineato il fatto che la canzone si presenta con un sound più pesante rispetto ai precedenti lavori, pur mantenendo tratti emotional che hanno sempre caratterizzato la band. Il sito inglese theupcoming.co.uk gli assegna una valutazione di 3/5. Secondo Musiccitypost.tv la canzone "contiene tutti gli elementi per riaffermare la band come uno dei gruppi rock di successo più longevi del Regno Unito". Di parere diverso invece il sito Vulturehound.co.uk, secondo cui la canzone rappresenta una summa di tutti gli errori che la band continua a fare dopo ben 5 album nella sua carriera. In particolare, trova che le parti vocali non s'inseriscano nella musica e afferma che sembrano appartenere a due diverse canzoni; inoltre esprime un negativo giudizio sulla capacità di Pat Lundy di stare al ritmo con la canzone. Entertainment-focus sottolinea che la canzone è buona, anche se non è nulla di nuovo rispetto a quanto sentito dalla band in precedenza. Will Howard di Aaamusic.co.uk critica invece la produzione di Romesh Dodangoda, che a suo giudizio fa sembrare sterile una canzone che è invece molto ben scritta e con un ritornello memorabile.
I fan hanno generalmente dimostrato di apprezzare la canzone, anche se da alcune parti è stato sottolineato come il cantato di Matt Davies sembri un po' logoro rispetto ai primi album. Dello stesso parere Thenewreview, che evidenzia come nel verso how many friends can I lose before it all makes sense? Matt sforzando la sua voce va fuori tono in ogni passaggio.

## Testo
Il testo, scritto poco tempo dopo la morte del nonno di Matt Davies, parla dell'idea della mortalità, propria e delle persone che ci circondano. Invita a riflettere sulla propria vita e pensare se la si è vissuta completamente e senza avere dei rimpianti.

## Video
Il video per la canzone è stato girato nei pressi di Cogan il 24 settembre 2012 da Ryan Mackfall. Il 7 ottobre la band ha postato su YouTube un primo trailer per il video, della durata di 21 secondi, seguito da un secondo il giorno successivo e da un terzo il 9. In questi trailer compaiono alcune sequenze frammentate del video, anche se non risulta ancora chiara la storia; nel terzo, si accenna a una malattia infettiva letale che sta contagiando l'America senza che gli scienziati riescano a trovare un rimedio.
Il video è quindi pubblicato il 10 ottobre. Alterna sequenze della storia e sequenze che immortalano la band mentre suona la canzone. In apertura s'intravede il protagonista (identificato come "soggetto 249") che, privo di sensi, viene scaricato da un furgone e lasciato per terra. Al risveglio, si ritrova addosso un laccio emostatico attaccato a un cerotto (e si ricorda confusamente che gli era stata fatta un'iniezione) e un foglietto in cui viene avvertito che si trova attualmente in una fase terminale poiché gli è stato inoculato il virus "Trojan 7"; l'antidoto per questo virus si trova al "medical testing base 429" (curiosamente gli stessi numeri di identificazione del protagonista), a 10 miglia di distanza: si tratta di un test per provare la sua resistenza (interessante notare come il chitarrista Gavin Burrough sia un appassionato di corse di endurance). Il "soggetto 249" incomincia così la sua corsa contro il tempo per arrivare alla base medica, ma alla fine, stremato, si accascia a terra senza averla raggiunta, apparentemente morto. Nella sequenza successiva, tuttavia, un uomo (inquadrato solamente dalle gambe in giù) gli si avvicina e lo risveglia con un calcetto sul fianco. Il "soggetto 249" apre gli occhi, che però gli si iniettano di sangue, e il video si conclude con un'immagine rossa infuocata e confusa: probabilmente l'ultima cosa vista dal "soggetto 249".
L'idea per il video è nata da una conversazione tra il cantante Matt Davies e il regista del video Ryan Mackfall: Matt aveva in mente l'idea di una persona che si sentisse intrappolata dalla propria mortalità e che cercasse di scappare da qualcosa; Mackfall è così tornato il giorno dopo con l'idea del virus letale e della prova di resistenza cui doveva sottoporsi la cavia.

## Formazione
- Matt Davies - voce
- Kris Coombs-Roberts - chitarra
- Gavin Burrough - chitarra
- Pat Lundy - batteria
- Richard Boucher - basso